# Les Éléments (opéra-ballet)
Pour l’article homonyme, voir Les Éléments.

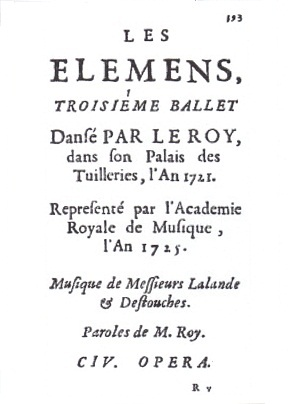
Page de titre du livret de 1725
(Recueil général des opéra, 1734)

Les Éléments (ou Les Élémens) sont un opéra-ballet composé par André Cardinal Destouches et Michel-Richard de Lalande sur un livret de Pierre-Charles Roy et une chorégraphie de Claude Ballon, qui connut un grand succès au cours du XVIIIe siècle, après une première représentation en 1721, avec la participation, en tant que danseur, de Louis XV, alors âgé de onze ans. Il comprend un prologue et quatre entrées.

## Composition
Dans une lettre de 1726 adressée au prince Antoine de Monaco, Destouches évoque les circonstances de la composition : « On nous ordonna de travailler ensemble ; il [Delalande] y a fait de très-belles choses du détail desquelles je vous supplie de me dispenser, parce qu'il a exigé de moi que nous fussions couverts du même manteau. »

### Prologue: Chaos
Le court prologue orchestral n’a aucune visée musicale descriptive, le chaos étant figuré par le décor représentant un amas de nuages, de rochers, d’eaux immobiles et suspendues et de feux s’échappant de volcans.
Après la mise en place des éléments par le Destin et un chœur célébrant l’ordre et la paix de l’univers, Vénus apparaît se plaignant de l’absence de l’Amour. Le Destin la rassure en lui montrant son futur fils Louis XV (présent en personne sur scène), ou, dans les versions ultérieures, une statue de lui :

« Tu vois, c’est des Dieux, le plus parfait ouvrage,
Célèbre les beaux jours que son règne présage. »

Le chœur répond : 

« Trompettes éclatez, frappez les airs, éclatez,
Annoncez un maître à l’univers ! »

Dans la première version de 1721, le divertissement était personnellement dansé par le roi avec douze autres jeunes seigneurs de la cour.

### Entrées
Les quatre entrées sont successivement consacrées à l’air, à l’eau, au feu et à la terre dans la mythologie de l’Antiquité. Les éléments y sont principalement évoqués par le texte chanté et la danse, le traitement musical étant limité à quelques mouvements fluides en notes liées dans l’eau et à des passages en doubles-croches dans le feu.
Ces parties sont ainsi décrites par les auteurs :

« L’air offre l’événement tragique d’Ixion et son amour pour Junon qui préside à cet élément,

L’eau est caractérisé par le naufrage d’Arion, par sa réception chez Neptune […] et par son mariage avec une syrène,

Le feu élémentaire ne pouvait être que celui des vestales qui s’allumait aux rayons du soleil (car Vulcain ne désignerait que le feu terrestre). Le trait d’histoire qu’on a adopté est célèbre, le péril d’Émilie intéressant et l’action est dénouée par un prodige assorti à la superstition des Romains.

La terre rassemble tous les Dieux qui l’habitent ou qui la cultivent et l’aventure de Vertumne et de Pomone qui n’avait point encor été mise au théâtre, telle qu’Ovide nous l’a laissée.

[…] à l’exemple de Virgile, on a cru pouvoir annoncer dès le commencement du monde, les destinées d’un Prince qui en doit faire le bonheur. »

.

### Épilogue
Dans la première version de 1721 il y avait aussi un « épilogue » (supprimé plus tard dans les éditions suivantes) dans lequel le roi et les douze jeunes courtisans qui avaient dansé avec lui dans le « prologue » étaient à nouveau présentés sur scène, pour symboliser le Soleil dans son char, environné des Signes du Zodiaque; ils étaient suivis par quatre autres grands seigneurs de la court flanqués chacun d'une danseuse, pour symboliser les quatre continents. L'opéra se terminait avec Pomone et une nymphe de sa suite chantant à la fois les louanges du Soleil et de Louis XV, accompagnées par le chœur général de tous les autres interprètes.

## Représentations
La première représentation eut lieu le 31 décembre 1721 sous la direction de Jean-Féry Rebel et sur une chorégraphie de Claude Ballon, maître de danse du roi, dans un petit théâtre aménagé dans la Galerie du palais des Tuileries. L'opéra fut jugé fort ennuyeux par le roi danseur et ne plut guère, mais fut quand même répété quatre fois à la cour au début de 1722.
Après un remaniement considérable de la partition de 1721, le ballet fut repris à l’Académie royale de musique le 29 mai 1725 et connut dès lors un grand succès. Représenté une trentaine de fois entre 1729 et 1752 c’est une des œuvres les plus jouées au XVIIIe siècle. Il suscita plusieurs parodies notamment Le Chaos, ambigu comique composé par Jean-Joseph Mouret, représenté en 1725 à la Comédie-Italienne à l’hôtel de Bourgogne.
Le livret imprimé par le fils de Christophe Ballard révèle que Gaëtan Vestris, soliste, et Marie-Madeleine Guimard dansaient le prologue dans la chorégraphie de Antoine Bandieri de Laval et de son fils Michel (maitres des ballets du roi) lors de la représentation du 8 novembre 1764 à Fontainebleau.
Le Ballet des Élémens fut l'opéra le plus réussi de Destouches et la seule pièce de son maître Delalande à être montée à l'Opéra de Paris. À la cour, il « marqua la fin de plusieurs époques : ce fut là la dernière œuvre scénique de Lalande, la dernière apparition sur scène de Louis XV et le dernier ballet de cour en France ».

## Rôles et interprètes
| Rôle                                           | Voix              | Distribution de la première aux Tuileries 31 decembre 1721 (selon le livret original) (chef d'orchestre : Jean-Féry Rebel) | Distribution de la première à l'Opéra de Paris 29 mai 1725 (selon le livret original) |
| Prologo: Le Chaos                              | Prologo: Le Chaos | Prologo: Le Chaos | Prologo: Le Chaos                                                                     |
| ---------------------------------------------- | ----------------- | --- | ------------------------------------------------------------------------------------- |
| Le Destin                                      | basse-taille      | Gabriel-Vincent Thévenard (en)                                                                                             | Gabriel-Vincent Thévenard                                                             |
| Vénus                                          | dessus            | Marie-Gabrielle Lizarde | Mlle Lambert                                                                          |
| Une Grâce                                      | dessus            | | Anne Mignier                                                                          |
| Première entrée : l'Air                        |                   | |                                                                                       |
| Junon                                          | dessus            | Marie Antier | Marie Antier                                                                          |
| Ixion                                          | basse-taille      | Gabriel-Vincent Thévenard                                                                                                  | Gabriel-Vincent Thévenard                                                             |
| Jupiter                                        | basse-taille      | Justin Destouches du Bourg (Dubourg)                                                                                       | Claude-Louis-Dominique Chassé de Chinais                                              |
| Mercure                                        | haute-contre      | Louis Murayre (Muraire) | Denis-François Tribou                                                                 |
| Une Heure                                      | dessus            | | Anne Mignier                                                                          |
| Deuxième entrée : l'Eau                        |                   | |                                                                                       |
| Leucosie                                       | dessus            | Julie Eeremans | Julie Eeremans                                                                        |
| Doris                                          | dessus            | Mlle Souris l’Aînée | Mlle Souris l’Aînée                                                                   |
| Arion                                          | haute-contre      | Antoine Boutelou | Louis Murayre                                                                         |
| Neptune                                        | basse-taille      | Justin Destouches du Bourg                                                                                                 | Justin Destouches du Bourg                                                            |
| un triton                                      | basse-taille      | Dun fils |                                                                                       |
| Troisième entrée : le Feu                      |                   | |                                                                                       |
| Émilie                                         | dessus            | Marie Antier | Marie Antier                                                                          |
| Valère                                         | basse-taille      | Gabriel-Vincent Thévenard                                                                                                  | Gabriel-Vincent Thévenard                                                             |
| L'Amour                                        | dessus            | Catherine-Nicole Le Maure (Lemaure)                                                                                        | Mlle Dun                                                                              |
| Quatrième entrée : la Terre                    |                   | |                                                                                       |
| Pomone                                         | dessus            | Marie Antier | Cathérine-Nicole Le Maure                                                             |
| Vertumne                                       | haute-contre      | Antoine Boutelou | Louis Murayre                                                                         |
| Plutus                                         | haute-contre      | Louis Murayre |                                                                                       |
| Pan                                            | basse-taille      | Dun fils | Claude-Louis-Dominique Chassé de Chinais                                              |
| Deux Bergères (une dans la version 1725)       | soprano           | Mlles Constance e Catin | Anne Mignier                                                                          |
| Épilogue (uniquement dans la première version) |                   | |                                                                                       |
| Pomone                                         | soprano           | Marie Antier |                                                                                       |
| Une Nymphe de la Suite de Pomone               | soprano           | Mlle de S. Êtienne |                                                                                       |

## Enregistrement
- Les éléments, opéra-ballet de Destouches et Delalande, ensemble « Les surprises », avec Hasnaa Bennani, Eugénie Lefebvre, Étienne Bazola, Louis-Noël Bestion de Camboulas (clavecin et direction). Éditions Ambronay 2016 (AMY 046).